# 阿爾科巴薩

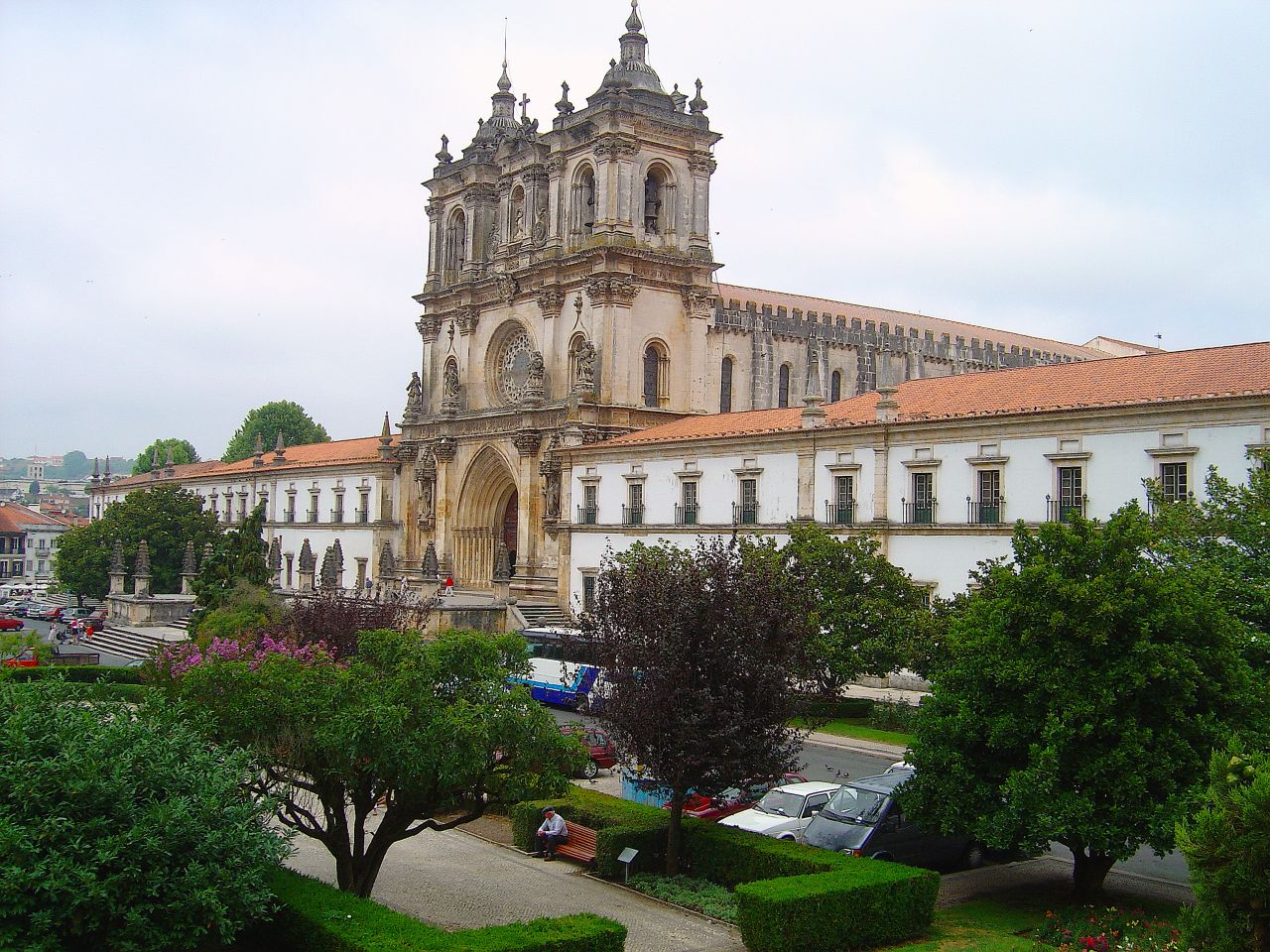
阿爾科巴薩修道院的外牆

阿爾科巴薩的地理位置

阿爾科巴薩（葡萄牙語：Alcobaça）是葡萄牙中部大區奥埃斯特区的一座城市，它曾經下屬埃什特雷馬杜拉──一個葡萄牙的以取消省份。城市面積有408.1平方公里。全市人口有55,269人，市區人口有15,800人。
阿爾科巴薩在阿方索一世統治的時期（1147年）已有記載。
阿爾科巴薩有一座阿爾科巴薩修道院，由第一位葡萄牙國王阿方索一世創建於1153年，為葡萄牙最重要的中世紀修道院之一。由於其藝術與歷史價值，已於1989年被聯合國教科文組織列為世界遺產。阿爾科巴薩東北部十餘公里處另有一座巴塔利亞修道院，也於1983年被列為世界遺產。

## 友好城市
- 法國 欧贝让维尔

## 外部連結
- Municipality official website （页面存档备份，存于）
- Social Networking and business Portal
- Web Television of Alcobaça
- Photos from Alcobaça （页面存档备份，存于）
- Adrian Fletcher's Paradoxplace Alcobaça Pages (photos)